# المساكن الشعبية (نابلس)
حي المساكن الشعبية هو أحد الأحياء الشرقية في مدينة نابلس، ويعتبر مدخل نابلس من جهة الأغوار والباذان. يرجع تأسيس الحي إلى الستينات والسبعينات من القرن العشرين.

## وصلات خارجية
- موقع بلدية نابلس الرسمي.